# Vrtni park v Štanjelu
Vrtni park v Štanjelu ali Ferrarijev vrt ima zaradi kulturnih, krajinskih, umetnostno arhitekturnih, zgodovinskih in drugih izjemnih lastnosti poseben pomen za Slovenijo in je zato razglašen za kulturni spomenik državnega pomena z lastnostmi kulturne krajine, spomenika oblikovane narave, tehniškega spomenika, umetnostno arhitekturnega spomenika in zgodovinskega spomenika. 
Vrt je edini večji parkovni kompleks iz prve polovice 20. stol. na Krasu in eden redkih v Sloveniji.

## Nastanek in zgodovina vrta
Vrt pod vaškim obzidjem je unikatno zasnoval arhitekt Maks Fabiani, domačin iz bližnjega Kobdilja, med obema vojnama v času njegovega županovanja. V terasasto zasnovo je s sistemom podzemnih kanalov in zbiralnikov vključil oskrbo parka z vodo za zalivanje in okras z vodometom in vodnim zrcalom. Dodal je grotto, otoček sredi bazena, razgledišče s senčnico. Skrbno so bili zasajeni drevoredi, sadna drevesa in urejene obhodne poti.

## Ureditev parka
Terasasta eklektična ureditev je okrašena s pergolo, predelom s cvetličnimi gredami, bazenom z beneškim mostičkom in otokom ter razglednim paviljonom. Celoto povezuje obhodna pot okoli utrjenega naselja na griču, Štanjela.